# Múzeum včelárstva na Slovensku
Múzeum včelárstva na Slovensku (česky Muzeum včelařství na Slovensku) je muzeum včelařství v obci Kráľová pri Senci. Iniciátorem jeho založení byl Rudolf Mičieta, autor prvního díla o dějinách včelařství na Slovensku. Muzeum začalo shromažďovat své sbírky v roce 1975. Muzeum shromažďuje materiál a dokumenty o vývoji včelařství a jeho využívání v různých oblastech života člověka.
V expozici nacházející se v areálu Včelárské paseky, založené roku 1930, jsou vystaveny unikátní sbírky úlů, používaných již v sedmnáctém století, bedýnkové úly rozličného typu z osmnáctého století. V budově velkého včelína jsou umístěny medomety, lisy na mezistěny, včelařské pomůcky a potřeby z různých období vývoje slovenského včelařství.